# Chaetarcturus crosnieri
Chaetarcturus crosnieri là một loài chân đều trong họ Antarcturidae. Loài này được Poore miêu tả khoa học năm 1998.